# TOI-125 d
TOI-125 dとは、恒星TOI-125の周りを公転する太陽系外惑星である。

## 概要
この惑星は、2020年にTESSによって発見された惑星で、海王星型惑星と推定されている。主星のTOI-125には、3つの惑星が公転しており、TOI-125 b、TOI-125 cの2つの惑星も発見されている。これらの3つの惑星はいずれも、海王星型惑星であると考えられている。
公転周期は約20日、質量は0.043木星質量、半径は0.261木星半径と推定されている。